# Siphoninus phillyreae
Siphoninus phillyreae là một loài côn trùng cánh nửa trong họ Aleyrodidae, phân họ Aleyrodinae.
Siphoninus phillyreae được Haliday miêu tả khoa học đầu tiên năm 1835.